# Leclercera yamaensis
Leclercera yamaensis es una especie de araña araneomorfa del género Leclercera, familia Psilodercidae. Fue descrita científicamente por Chang & Li en 2020.
Habita en Tailandia. El holotipo masculino mide 2,62 mm y el paratipo femenino 2,50 mm.